# Pteroeides esperi
Pteroeides esperi är en korallart som beskrevs av Geoffrey Alton Craig Herklots 1858. Pteroeides esperi ingår i släktet Pteroeides och familjen Pennatulidae. Inga underarter finns listade i Catalogue of Life.